# 榊田雅和
榊田 雅和（さかきだ まさかず、1958年〈昭和33年〉11月11日 -）は、日本の実業家。千代田化工建設会長兼社長。

## 経歴
秋田県大仙市出身。秋田県立横手高等学校を経て、1981年（昭和56年）東京大学工学部卒業。同年4月、三菱商事に入社。重機部配属となり、ニューヨークの米国三菱会社、三菱商事プラント・産業機械事業本部重機ユニットマネージャー、同社機械グループ経営計画担当補佐兼機械グループCIO、執行役員インド三菱商事会社社長を経て、2017年（平成29年）4月、常務執行役員に就任した。三菱商事では主に重機担当として製鉄プラント事業などを手掛けた。2021年（令和3年）6月、千代田化工建設に転じ、同社代表取締役会長CEO兼CWOとなり、2022年（令和4年）4月、会長兼社長に就任した。